# شهرستان صابرآباد
صابرآباد (به لاتین: Sabirabad) نام بخشی در شرق جمهوری آذربایجان است. صابرآباد در نقشه به رنگ قرمز مشخص شده است.